# 叶童
葉童（英語：Yip Tung，1963年3月8日—），原名李思思，香港女演員，1984年和1992年曾憑《表錯七日情》和《婚姻勿語》奪得香港電影金像獎最佳女主角，1990年則憑《飛越黃昏》獲頒香港電影金像獎最佳女配角。
2019年1月30日，葉童跟另外八位金像獎影后一同參加由新世界發展負責的香港星光大道重開典禮活動，並成為巨星掌印表揚計劃第108位參與者。

## 背景
葉童早年居住在香港島北角和灣仔等地，曾就讀模範英文中學小學部（1976年畢業）和模範英文中學（1981年下午校文科畢業，曾是藝人劉香萍在校教授體育科時的學生）。同屆畢業同學有藝人劉青雲和邱萬城。在學時一直成績不錯，但後來於小學時期因為有一年時間與家人移居新加坡而停學、追不上學業，因此成績開始轉差。葉童返港後繼續在模範英文中學升學。就學期間是中學排球隊成員。又曾當兼職牛仔褲售貨員。她未演戲前是兼職模特兒，認識了時為模特兒的藝人梁家輝且拍攝過第一個地鐵通車廣告。於拍攝廣告階段認識其丈夫陳國熹，並得其引薦認識導演梁普智與編劇陳韻文，再獲陳氏推薦認識電影導演譚家明。葉童於是拍攝了其首部電影作品《烈火青春》，且簽約成為五洲世紀電影公司的演員，為時3年。但公司在1982年電影《殺出西營盤》上映後不久便倒閉。葉童及後獲其他導演邀請演出其他電影。她在1982年曾以《烈火青春》片中的演出而獲提名第2屆香港電影金像獎最佳新人。
葉童當時獲電影公司與譚家明改藝名為「葉童」，寓意年青新人。她本來不懂演戲。不過經梁普智指導後開始對演戲方面開竅。葉童其後分別以《表錯七日情》、《婚姻勿語》獲得第3屆及第11屆香港電影金像獎最佳女主角。此外，亦在1990年憑《飛越黃昏》獲得香港電影金像獎最佳女配角。另外三部作品，包括《等待黎明》、《跛豪》、《和平飯店》則獲最佳女主角提名。葉童除了電影演出外，也曾參演舞台劇《孽戀焚情》、《原野》與《上海之夜》，以及電視長篇連續劇集《碧海情天》、《新白娘子傳奇》、《倚天屠龍記》、《七俠五義》（俠義見青天）、《新帝女花》（帝女花 ／ 孽海花 ／ 笑看良緣）、《我本善良》、《千王之王之重出江湖》、《保鏢-翡翠娃娃》及《浪子大欽差》等，其中更以《倚天屠龍記》一劇中同時飾演「殷素素」和「趙敏」兩角之精湛演技被提名台灣金鐘獎最佳女主角獎。葉童之所以會開始在台灣發展源於1990年的電影《笑傲江湖》。由於台灣製作人楊佩佩欣賞她飾演「岳靈珊」一角的表現，於是邀請她到台灣演出電影劇《碧海情天》。這是其入行以來首部拍攝的電視劇集，亦因此認識了劉松仁和學習到拍攝電視劇時要注意的技巧，自此便在香港與台灣兩地發展。
葉童開拓中國內地演藝事業方面則始於1992年的劇集《新白娘子傳奇》，於劇中反串飾演男角「許仙」增加了在內地的名氣，並獲得機會北上發展。2010年，她曾獲邀擔任第47屆金馬獎評審委員。同年6月22日凌晨，她酒後駕車。在警方的攔檢下，被測出酒測值達0.32毫克，比香港法定標準值0.22毫克，多了0.1毫克。葉童在法庭上坦承錯誤，香港法院判罰鍰6千港幣，相當於台幣將近25000元，並且要吊扣駕照4個月。2016年起，她不時參與舞台劇演出，2019年跟羅蘭、鮑起靜、鄭裕玲、毛舜筠、王小鳳、吳君如、袁詠儀及楊千嬅等8位金像獎影后，一起參與香港星光大道巨星掌印表揚計劃；2020年獲監製林肯邀請參演無綫電視首部黃金時段第四線劇集《香港愛情故事》，同年拍攝首套 ViuTV 劇集《無限斜棟有限公司》。

## 家庭
葉童的同父異母兄長是前無綫電視藝員及艷情電影演員李中寧，不過兩房人一向沒有往來。她更拒絕提及有關對方的任何事，除了見過三面，平素並無往來，因為是她爸爸和別的老婆生的。她於1988年7月23日與克羅心香港行政總裁陳國熹結為夫婦，兩人沒有子女。

## 演出作品

### 電影
- 以香港當地原始片名為主

| 首映   | 電影名                                  | 角色                |
| 1982年 | 烈火青春                                | Tomato              |
| 1982年 | 殺出西營盤                              | 唐可儿              |
| 1982年 | 奇謀妙計五福星 （台譯：五福星）         | 诗诗（Sisi）        |
| 1983年 | 陰陽錯                                  | Ivy                 |
| 1983年 | 表錯七日情                              | 楊耐冬              |
| 1984年 | 等待黎明                                | 夏育男              |
| 1985年 | 1/2段情 （台譯：NG慢半拍）              | 陆瑶瑶              |
| 1986年 | 兩公婆八條心 （單元【雙生傷生】）       | 姐姐 ／ 妹妹        |
| 1986年 | 偶然 （台譯：紫色的偶然）               | 阮玉诗              |
| 1986年 | 我的愛神                                | Nancy               |
| 1987年 | 天官賜福 （台譯：找錯對象投錯胎）       | 刘亚玉（妹头）      |
| 1987年 | 神奇兩女俠 （台譯：胭脂雙響炮）         | 连子蓉（Brigitta）  |
| 1987年 | 魔鬼天使 （台譯：特赦令）               | 黄亚丽（Alice）     |
| 1988年 | 我要逃亡                                | 阿岚                |
| 1988年 | 愛情謎語 （台譯：愛情像什麼）           | 查小桑 ／ 小吉      |
| 1988年 | 金裝大酒店 （台譯：大飯店）             | 佐治童              |
| 1988年 | 大話神探                                | 冲锋车              |
| 1989年 | 飛越黃昏 （台譯：秋愛）                 | 阿珠                |
| 1990年 | 笑傲江湖                                | 岳灵珊              |
| 1990年 | 勇闖天下                                | 叶美玲              |
| 1991年 | 偷情小丈夫 （台譯：串燒）               | 陈金水              |
| 1991年 | 婚姻勿語                                | 辛可兒              |
| 1991年 | 跛豪                                    | 謝婉英              |
| 1991年 | 阮玲玉                                  | 林楚楚              |
| 1992年 | 92應召女郎                              | Nancy               |
| 1993年 | 香港也瘋狂 （台譯：非洲先生）           | Winnie              |
| 1993年 | 歲月風雲之上海皇帝                      | 孟小冬              |
| 1993年 | 上海皇帝之雄霸天下                      | 孟小冬              |
| 1993年 | 愛在黑社會的日子                        | 李思思              |
| 1993年 | 溶屍奇案                                | 郑宛芬（Shirley）   |
| 1993年 | 紙盒藏屍之公審 （台譯：紙盒藏屍）       | 张翠凤              |
| 1994年 | 重案實錄O記 （台譯：重案實錄）          | 阿诗                |
| 1994年 | 張保仔 （台譯：武狀元張保仔）           | 郑一嫂              |
| 1994年 | 等愛的女人                              | 夏秀男              |
| 1995年 | 和平飯店                                | 舒小曼              |
| 1995年 | 叛逆情緣 （台譯：叛逆情）               | Kitty               |
| 1995年 | 玻璃槍的愛                              | 刘若晴              |
| 1997年 | 對不起，多謝你                          | 叶婷                |
| 1999年 | 轟天綁架大富豪 （台譯：16億港幣大綁架） | 戴富强太太          |
| 2000年 | 里情                                    | Janis               |
| 2000年 | 妖魅迷蹤                                | 浓浓                |
| 2000年 | 铁拳传说                                | 阿飘母              |
| 2001年 | 拳神                                    | 穎姨                |
| 2001年 | 閃靈兇猛                                | 记者                |
| 2002年 | 你那邊幾點                              | Woman in Paris      |
| 2002年 | 跌打婆與辣妹                            | 华姐（Eva）         |
| 2002年 | 風流家族                                | 香太                |
| 2002年 | 五月八月                                | 五月八月母親        |
| 2003年 | 天使、死神                              | Madam Lee           |
| 2003年 | 伪钞的末日                              | 王楠                |
| 2005年 | 豆腐迷郎                                | 德嫂                |
| 2007年 | 車票                                    | 曾嬷嬷              |
| 2008年 | 野蛮的温柔                              | 叶玛丽（Mary）      |
| 2014年 | 白发魔女传之明月天国                    | 凌慕华              |
| 2016年 | Good Take! （單元【水泥】）             | 屋內婦人 / 少女母親 |
| 2016年 | 纽约纽约                                | 金小姐              |
| 2018年 | 非同凡響                                | 钱太太              |
| 2019年 | 淪落人                                  | 梁晶瑩              |
| 2019年 | 汝海風雲                                | 林姐                |
| 2019年 | 非分熟女                                | 蓮姐                |
| 2019年 | 誅仙 I                                  | 水月大师            |
| 2020年 | 乐坊杀机（網絡電影）                    | 寒素                |
| 2021年 | 濁水漂流                                | 木仔母親            |
| 2023年 | 我愛你！                                | 趙歡欣              |
| 2025年 | 淺淺歲月                                | 張靜芬              |
| 2025年 | 尋找1999的月老                          |                     |

### 電視劇（無綫電視）
| 首播   | 劇名                            | 角色             |
| 1988年 | 藍色時分                        | 葉青華           |
| 1992年 | 現代愛情戀曲 （單元【一段情】） | 阿萍             |
| 1994年 | 俠義見青天                      | 童瑤、元月       |
| 2003年 | 撲水冤家                        | 殷善美           |
| 2003年 | 非常外父                        | 洛芙蓉           |
| 2007年 | 師奶兵團                        | 丁梅香           |
| 2007年 | 奸人堅                          | 凌玉翠（哨牙妹） |
| 2010年 | 摘星之旅                        | 鄭明珠（Liza）   |
| 2020年 | 香港愛情故事                    | 周吳巧玲         |

### 電視劇（亞洲電視）
| 首播   | 劇名             | 角色   |
| 1996年 | 千王之王重出江湖 | 阮明透 |

### 電視劇（香港電視娛樂）
| 首播   | 劇名             | 角色   |
| 2021年 | 無限斜棟有限公司 | 葉詠梅 |

### 電視劇（香港電台電視部）
| 首播   | 劇名                                    | 角色      |
| 1998年 | 非常平等任務1998 （單元【小花的故事】） | 小花      |
| 1998年 | 法門 （單元【不如重新開始】）           | 惠芳      |
| 1999年 | IT檔案互動情                            | 葉小冰    |
| 2000年 | 鐵窗邊缘 （單元【我的青春小鳥】）       | Queenie   |
| 2009年 | 非常平等任務2009                        |           |
| 2009年 | 論盡一家人 （單元【半邊天】）           | Sophia Ko |

### 電視劇（台灣）
| 首播   | 劇名                               | 角色           |
| 1990年 | 碧海情天                           | 岳瑛           |
| 1992年 | 新白娘子传奇                       | 许仙、许仕林   |
| 1994年 | 帝女花（大陆更名《乱世不了情》）   | 周世显         |
| 1994年 | 倚天屠龍記                         | 殷素素、趙敏   |
| 1994年 | 孽海花（大陆更名《新孽海花传奇》） | 王仲平         |
| 1994年 | 状元花（大陆更名《笑看良缘》）     | 庄方羽         |
| 1995年 | 我本善良                           | 钟真           |
| 1997年 | 保鏢之翡翠娃娃                     | 胭脂           |
| 1998年 | 浪子大钦差                         | 江心月、柳如仙 |
| 2003年 | 蔷薇之恋                           | 韩俐           |
| 2004年 | 求婚事务所（第四单元）             | Joy            |

### 電視劇（中國大陸）
| 首播   | 劇名                       | 角色     |
| 2001年 | 七品钦差刘罗锅             | 吴冕君   |
| 2001年 | 一家之主                   | 常美清   |
| 2001年 | 极速档案                   | 黄莉莉   |
| 2003年 | 康定情歌                   | 德吉央珍 |
| 2004年 | 原来就是你                 | 柳如烟   |
| 2005年 | 红孩儿                     | 铁扇公主 |
| 2005年 | 摇摆女郎                   | 结婚狂   |
| 2006年 | 刀锋1937                   | 乔谯     |
| 2007年 | 华丽冒险                   | 江心月   |
| 2008年 | 富贵在天                   | 何春颜   |
| 2010年 | 杜拉拉升职记               | 薇薇安   |
| 2010年 | 月嫂                       | 白玉莲   |
| 2012年 | 轩辕剑之天之痕             | 单羽舞   |
| 2012年 | 乱世佳人                   | 徐慧     |
| 2013年 | 咏春传奇                   | 陈羽寒   |
| 2013年 | 唐朝浪漫英雄               | 陶妈     |
| 2014年 | 淑女之家                   | 沈碧云   |
| 2015年 | 深宅雪                     | 周惠茜   |
| 2016年 | 龙鼎风云（2013年拍攝）     | 沈寿青   |
| 2017年 | 战狼.战狼                  | 顾雅欣   |
| 2019年 | 新白娘子傳奇               | 许母     |
| 2019年 | 谋圣鬼谷子（2013年拍攝）   | 钟萍     |
| 2023年 | 最灿烂的我们（2018年拍攝） | 张毓     |

### 舞臺劇
| 首演   | 地點                       | 劇名         | 角色        |
| 1992年 | 香港大会堂                 | 孽恋焚情     | 梅夫人      |
| 1994年 | 香港                       | 原野         | 金子        |
| 1997年 | 香港演艺学院歌剧院         | 上海之夜     | 李丹蕾      |
| 1999年 | 香港                       | 瓊瑤世紀之詩 | 刘梦瑶      |
| 2008年 | 北京、上海、深圳           | 陪我看電視   | 小芬        |
| 2012年 | 北京世纪剧院               | 戀愛世紀     | 刘梦琼      |
| 2016年 | 香港新光戲院               | 莎士對比亞   | 茱麗葉      |
| 2017年 | 香港新光戲院               | 雷雨對日出   | 陳白露/繁漪 |
| 2018年 | 香港新光戲院               | 欲望街車     | Blanche     |
| 2019年 | 香港大會堂                 | 死人的手機   | 高太太      |
| 2021年 | 香港藝術中心壽臣劇院       | 李爾王       | 李爾王      |
| 2023年 | 上海                       | 李爾王       | 李爾王      |
| 2023年 | 佛山、深圳                 | 喂...他不在  | 高太太      |
| 2024年 | 倫敦、克拉約瓦、柏林、香港 | 李爾王       | 李爾王      |
| 2024年 | 香港文化中心大劇院         | 唔講得       | 程米雪      |

### 廣播劇
| 首播   | 劇名                   | 角色 |
| 2001年 | 玫瑰奴隸王（新城電台） |      |
| 2001年 | 一對手的戀愛           |      |
| ？年   | 紙婚                   |      |

### 節目司儀
| 年份   | 節目名稱                         | 搭檔                 |
| 1989年 | 香港太太競選                     | 鍾保羅               |
| 1989年 | 管弦樂韻金曲夜                   | 沈殿霞、盧大偉       |
| 2002年 | 第二十一屆香港電影金像獎頒獎典禮 | 曾志偉、張達明、彭晴 |

### 音樂錄像
| 年份   | 歌名                               | 歌手           |
| 1983年 | 一段情（《表错7日情》插曲）        | 钟镇涛、彭健新 |
| 1983年 | 一片痴（影视剧原版 MV）            | 张国荣         |
| 1991年 | 碧海情天（《碧海情天》片尾曲）     | 万芳           |
| 1993年 | 俩俩相望（《倚天屠龙记》片尾曲）   | 辛晓琪         |
| 1994年 | 如何爱下去（《等爱的女人》主题曲） | 林忆莲         |
| 1995年 | 我本善良（《我本善良II》主题曲）   | 温兆伦         |
| 2002年 | 距离（《五月八月》主题曲）         | 王蓉           |
| 2003年 | 楼下那个女人                       | 游鸿明         |
| 2003年 | 花都开好了（《蔷薇之恋》片尾曲）   | SHE            |
| 2017年 | 一段情；要是有緣 MV                | 鍾鎮濤         |

## 廣告
| 年份   | 內容                                                 |
| 1991年 | 加州提子                                             |
| 1993年 | 海飛絲（海倫仙度斯）洗髮水「葉童啊，妳什麼都敢演篇」 |
| 1994年 | 糖朝綠豆糕點                                         |
| 2001年 | 潘婷洗髮水                                           |
| 2005年 | 伊莎美尔化妆品                                       |
| 2006年 | 兰心（LaVie）化妆品                                  |
| 2008年 | 通訊事務管理局辦公室「拒收訊息登記冊」               |
| 2008年 | 香港电讯                                             |
| 2025年 | ERNOLASZLO（奧倫納素）                               |

## 曾獲獎項與提名
| 年份   | 頒獎典禮                                                | 獎項                    | 劇集 / 作品    | 角色         | 結果 |
| 1983年 | 第2屆香港電影金像獎                                     | 最佳新演員              | 《烈火青春》   | Tomato       | 提名 |
| 1984年 | 第3屆香港電影金像獎                                     | 最佳女主角              | 《表错七日情》 | 楊耐冬       | 獲獎 |
| 1985年 | 第4屆香港電影金像獎                                     | 最佳女主角              | 《等待黎明》   | 夏育男       | 提名 |
| 1990年 | 第9屆香港電影金像獎                                     | 最佳女配角              | 《飛越黃昏》   | 阿珠         | 獲獎 |
| 1990年 | 第27屆金馬獎                                            | 最佳女主角              | 《婚姻勿語》   | 辛可兒       | 提名 |
| 1992年 | 第11屆香港電影金像獎                                    | 最佳女主角              | 《婚姻勿語》   | 辛可兒       | 獲獎 |
| 1992年 | 第11屆香港電影金像獎                                    | 最佳女配角              | 《跛豪》       | 謝婉英       | 提名 |
| 1995年 | 第30屆金鐘獎                                            | 戲劇節目女主角獎        | 《倚天屠龍記》 | 殷素素、趙敏 | 提名 |
| 1996年 | 第15屆香港電影金像獎                                    | 最佳女主角              | 《和平飯店》   | 邵小曼       | 提名 |
| 2002年 | 第21屆香港電影金像獎                                    | 最佳女配角              | 《拳神》       | 穎姨         | 提名 |
| 2003年 | 第22屆香港電影金像獎                                    | 最佳女配角              | 《五月八月》   | 五月八月母親 | 提名 |
| 2020年 | 第29屆香港舞台劇獎                                      | 最佳女配角（喜劇/鬧劇） | 《死人的手機》 | 高太太       | 提名 |
| 2020年 | 2019年度IATC(HK) 國際演藝評論家協會（香港分會）劇評人獎 | 年度演員獎              | 《死人的手機》 | 高太太       | 提名 |
| 2022年 | 2021年度IATC(HK) 國際演藝評論家協會（香港分會）劇評人獎 | 年度演員獎              | 《李爾王》     | 李爾王       | 獲獎 |
| 2023年 | 第36屆中國電影金雞獎                                    | 最佳女配角              | 《我愛你！》   | 趙歡欣       | 提名 |

## 外部連結
- 叶童的新浪微博
- Cecilia Yip 葉童 台灣影友會的Facebook專頁
- 葉童的反串世界（非官方）（（页面存档备份，存于））
- 叶童在互联网电影资料库（IMDb）上的資料（英文）
- 在AllMovie上叶童的頁面（英文）
- 叶童在香港影庫上的簡介
- 叶童在豆瓣上的资料（简体中文）
- 叶童在时光网上的簡介（简体中文）